# Ryuthela tanikawai
Ryuthela tanikawai es una especie de arácnido perteneciente al género Ryuthela, dentro de la familia Liphistiidae.